# Alain Barrière
Alain Barrière, nacido como Alain Bellec (La Trinité-sur-Mer, Morbihan, 18 de noviembre de 1935-Carnac, Morbihan, 18 de diciembre de 2019), fue un cantante francés, autor de grandes éxitos en los años sesenta y setenta, como «Ma vie» o «Tu t'en vas», representó a su país en el Festival de la Canción de Eurovisión 1963.

## Biografía
Creció en una pequeña villa de la costa de Bretaña. En 1955 Barrière se inscribió en la École nationale supérieure d'arts et métiers en Angers. Como estudiante tocaba la guitarra y comenzó a escribir canciones. Se graduó en ingeniería en 1960, y se mudó a París para encontrar trabajo; fue entonces cuando comenzó a actuar por las noches en clubes de la capital.
Ganó un concurso en 1961 con la canción «Cathy»; su estilo basado en la chanson sin concesiones a la floreciente escena yeyé, sin embargo consiguió un contrato con una discográfica y comenzó a lanzar sencillos regularmente, permitiéndole dejar su trabajo y vivir modestamente de la música.
En 1963 su canción «Elle était si jolie» («Ella era tan bonita») fue elegida para representar a Francia en el octavo Festival de Eurovisión 1963 que se celebró en Londres el 23 de marzo. La canción acabó en la quinta posición de un total de dieciséis países. «Elle était si jolie» se convirtió en el tema más vendido de la carrera de Barrière. Lanzó su primer álbum, Ma vie, en 1964. El título que daba nombre al álbum se convirtió en todo un éxito. En 1965 aceptó un papel en la película Pas de panique, junto a Pierre Brasseur. Esta fue su única aventura como actor.
A inicios de los años 1970 abandonó su compañía y creó su propio sello. «Tu t'en vas», cantada con Noëlle Cordier, fue todo un éxito en 1975.
Barrière contrajo matrimonio en 1975 con Anièce. Junto con su esposa abrió un restaurante en un castillo de Bretaña. A pesar de ser un sitio popular, Barrière pronto tuvo dificultades financieras y en 1977 abandonó Francia con la familia y se instaló durante cuatro años en los Estados Unidos. Tras volver a Francia, Barrière intentó varias veces retornar su carrera musical, con poco éxito. Tras otro periodo fuera, esta vez en Quebec, la familia volvió a la Bretaña cuando la carrera de Barrière inesperadamente rejuveneció con el lanzamiento de un CD en 1997 con versiones remasterizadas de sus viejos éxitos. Poco después, Barrière lanzó un álbum con nuevo material que también alcanzó grandes ventas.
Publicó una autobiografía en 2006 y continuó publicando álbumes hasta 2019.
Ingresado desde hacía días en el hospital tras sufrir varios accidentes cerebrovasculares, falleció en Carnac (Morbihan) a consecuencia de un paro cardiorrespiratorio la noche del 18 de diciembre de 2019 a la edad de 84 años, doce días después del fallecimiento de su esposa Anièce.

## Discografía

### Sencillos
- 1963: "Elle était si jolie"
- 1963: "Plus je t'entends"
- 1964: "Ma vie"
- 1968: "Emporte-moi"
- 1968: "Tout peut recommencer"
- 1969: "C'était aux premiers jours d'avril"
- 1969: "Viva ouagadougou"
- 1970: "À regarder la mer"
- 1971: "Si tu ne me revenais pas"
- 1971: "La Mer"
- 1972: "Elle"
- 1973: "Pour la dernière fois"
- 1974: "Le Bel amour"
- 1974: "Séduction 13"
- 1975: "Tu t'en vas" (with Noëlle Cordier)
- 1975: "Celtina"
- 1975: "Mon improbable amour"
- 1976: "Si tu te souviens"
- 1978: "Et tu fermes les yeux"